# کنفدراسیون ملی کار
اتحادیهٔ ملی کار (به اسپانیایی: Confederación Nacional del Trabajo) که به صورت مخفف CNT معروف است، یک کنفدراسیون از اتحادیه‌های کارگری آنارکو-سندیکالیست در اسپانیا بوده‌است که مدت‌ها به انجمن بین‌المللی کارگران (AIT) وابسته بود. در این دوره به آن CNT-AIT نیز می‌گفتند. از نظر تاریخی CNT همچنین به فدراسیون آنارشیست ایبری (به اسپانیایی: Federación Anarquista Ibérica) مرتبط است و بنابراین از آن به عنوان CNT-FAI نیز یاد می‌شود. این کنفدراسیون در تاریخ خود، نقش عمده‌ای در جنبش کارگری اسپانیا داشته‌است.
در سال ۱۹۱۰ در بارسلون افرادی که گروه‌های اتحادیه‌های صنفی Solidaridad Obrera را برساختند، گرد هم آمدند و کنفدراسیون را تأسیس کردند و اینچنین نقش آنارشیسم در اسپانیا گسترش یافت.
علی‌رغم چندین دهه که این سازمان در اسپانیا غیرقانونی بود، امروزه CNT همچنان به مشارکت در جنبش کارگری اسپانیا ادامه می‌دهد و تلاش‌های خود را بر اصول خود مدیریتی کارگران، فدرالیسم و کمک متقابل متمرکز کرده.